# 北九州保育福祉専門学校
北九州保育福祉専門学校（きたきゅうしゅうほいくふくしせんもんがっこう）は、福岡県京都郡苅田町上片島にある私立専修学校。学校法人戸早学園が設置する。略称は「北保」（きたほ）または「保専」（ほせん）。

## 沿革
- 1969年4月 - 開校。

## 学科
- 幼児教育科（2年課程）
- 介護福祉科（2年課程）

## 姉妹校
- 北九州リハビリテーション学院
- 北九州看護大学校（2011年4月1日開校）
- 附属苅田幼稚園